# Яшергановська сільська рада
Яшерга́новська сільська рада (рос. Яшергановский сельский совет) — муніципальне утворення у складі Стерлібашевського району Башкортостану, Росія. Адміністративний центр — село Яшерганово.

## Населення
Населення — 880 осіб (2019, 1181 в 2010, 1396 в 2002).

## Склад
До складу поселення входять такі населені пункти:
| Населений пункт         | Населення, осіб (2002) | Населення, осіб (2010) |
| ----------------------- | ---------------------- | ---------------------- |
| Айтуган, село           | 247                    | 203                    |
| Кизил-Яр, присілок      | 92                     | 71                     |
| Нижньоібраєво, присілок | 334                    | 287                    |
| Яшерганово, село        | 723                    | 620                    |